# ビシクロヘキシル
ビシクロヘキシル（英: Bicyclohexyl）は、2つのシクロヘキサン環が、直接、炭素と炭素との単結合によって結合した構造を取る、炭素と水素だけで構成された化合物である。この構造は、ちょうどビフェニルのベンゼン環が2つとも飽和となった状態とも捉えられる。

## 用途
ビシクロヘキシルおよびその誘導体はフォトレジスト用樹脂、液浸露光用材料、ドライエッチング耐性向上剤として利用され、農薬や医薬品の中間体としても有用である。

## 危険性
ビシクロヘキシルは可燃性である。日本の消防法では危険物第4類第3石油類（非水溶性）に区分され、揮発性有機化合物にも該当する。